# Orhaniyeia
Orhaniyeia is een geslacht van uitgestorven buideldierachtigen behorend tot de Anatoliadelphyidae. Het was een carnivoor en Orhaniyeia leefde tijdens het Midden-Eoceen in wat nu Turkije is.
Orhaniyeia werd in 2018 beschreven op basis van fossiele vondsten in de Uzançarşıdere-formatie in Anatolië, die dateert van 43 tot 44 miljoen jaar geleden in het tijdvak Lutetien. Het fossiele resten bestaan uit fragmentarische onderkaken en kiezen. Turkije was tijdens het Midden-Eoceen een eiland en onderdeel van een archipel van grote, bergachtige eilanden in zuidelijk Europa en zuidwestelijk Azië omgeven door ondiepe zeeën. 